# Гомадзор
Гомадзор — село в Армении.
Входит в состав Севанского района Гегаркуникской области.

## Известные люди
- В 1900 году в селе родился Асатурян, Гарегин Киракосович.
- В 1951 году здесь родился известный армянский военный деятель Петросян, Карлос Хачикович.